# Meyn
Meyn (tiếng Đan Mạch: Meden) là một đô thị thuộc huyện Schleswig-Flensburg, trong bang Schleswig-Holstein, nước Đức. Đô thị Meyn có diện tích 12,4 km², dân số thời điểm 31 tháng 12 năm 2006 là 638 người.